# José Llobera
José Llobera y Colls, S. J. (Fortiá o Fortià, provincia de Gerona, 1865 - 1935), fue un humanista, filólogo y religioso jesuita español.

## Biografía
Muy poco se sabe sobre él. En 1893 estaba en el colegio jesuita de Barros (Portugal). Después estuvo en algún colegio de las islas Baleares, ya que publicó artículos en El Magisterio Balear en 1909 sobre ortología. De allí debió pasar al menos al antiguo monasterio cisterciense de Santa María la Real de Veruela, al pie del Moncayo, habilitado como colegio jesuita (Collegium Verulense o Verolense). En ese colegio publicó dentro de una “Biblioteca Literaria Escolar”, destinada a “las aulas de los diversos países de habla castellana" su edición latina y anotada de las Fábulas de Fedro (1924). Fue el primero de diversos volúmenes, preparados por Llobera y también por otro eximio jesuita, el eminente filólogo y pedagogo Arturo María Cayuela Santesteban. Compuso además una extensa gramática del latín clásico y una edición crítica de las poesías originales y traducidas de fray Luis de León, esta última en dos volúmenes rigurosamente documentados de los que hay edición facsímil en 2001. En Veruela se le puede atribuir también al menos parte de la antología Selecta Latina, “preparada por profesores del Colegio de Ntra. Sra. de Veruela” y destinada a los estudiantes de “1º y 2º curso y Examen de Estado”, cuya décima edición corresponde a 1949. Desgraciadamente, la Compañía de Jesús se disolvió, así como sus colegios, por mandato de la II República española en 1932 y pocos años después (1935) murió, tal vez en Turín, adonde había ido con otros compañeros de orden su amigo Cayuela.

## Obras
- Proyecto de una edición crítica de las poesías... de Fray Luis de León. El Escorial, s. n., 1928.
- Obras poéticas de Fr. Luis de León; poesías originales, traducciones del latín, griego y toscano, e imitaciones; Cuenca, 1932 y 1933, 2 vols.; hay edición facsímil con introducción de Hilario Priego y José Antonio Silva; Cuenca: Diputación Provincial de Cuenca, [2001], 2 vols.
- Grammatica clasicae latinitatis ad Alvari institutiones doctrinamque recentiorum conformata; Scholis Hispanis, Americanis, Philippinis..., Barcinone: Eugenius Subirana, 1919-1920.
- Gramática de la lengua clásica latina (Compendiada y retocada), Madrid: E. Maestre, 1924.
- Ed. de Fedro, Phaedri Augustii Liberti Fabulae Aesopiae / Fábulas de Fedro. Texto conforme a la revisión de Luciano Mueller y notas... Madrid: Editorial Ibérica / Razón y Fe, 1924.